# Barbe-Bleue (Offenbach)
Barbe-Bleue (títol original en francès, en català Barbablava) és una obra dramaticomusical en tres actes composta  per Jacques Offenbach sobre un llibret en francès d'Henri Meilhac i Ludovic Halévy, basat en Barbablava de Charles Perrault. Es va estrenar el 5 de febrer de 1866 al Théâtre des Variétés de París.